# Gothensee
Le Gothensee est un lac allemand situé dans le land de Mecklembourg-Poméranie-Occidentale sur l'île de Usedom.
Sa superficie est de 5,56 km2.

## Traduction
- (de) Cet article est partiellement ou en totalité issu de l’article de Wikipédia en allemand intitulé « Gothensee » (voir la liste des auteurs).